# Blepharella grandis
Blepharella grandis är en tvåvingeart som först beskrevs av Charles Howard Curran 1927.  Blepharella grandis ingår i släktet Blepharella och familjen parasitflugor.
Artens utbredningsområde är Kongo. Inga underarter finns listade i Catalogue of Life.